# John Thomas Howell
Pour les articles homonymes, voir Howell.
John Thomas Howell (né le 6 novembre 1903, mort le 7 mai 1994) est un botaniste américain, spécialiste des Eriogonum. Il fut l'assistant d'Alice Eastwood.

## Œuvres
- A Systematic Study of the Genus Lessingia Cham., « University of California Publications in Botany » (vol. 16, No.1), 1929
- Marin flora. Manual of the flowering plants and ferns of marin county, California, University of California Press, 1949
- A flora of San Francisco, California, (avec Peter H. Raven & Peter Rubtzoff), University of San Francisco, 1958
- Saint Hilary's garden : a flora of old St. Hilary's Historic Preserve, Belvedere-Tiburon, Calif., Landmarks Society, 1972

Howell est aussi l'éditeur des Leaflets of Western Botany, publiés à San Francisco de 1932 à 1966.
Le genus Johanneshowellia (dont le nom vernaculaire anglais est Howell's buckwheat) de la famille des Polygonaceae porte son nom,.